# 比铁基建
比铁基建（Infrabel）是比利时政府所有的公共有限公司，成立于2005年1月1日，由曾经统一的比利时国家铁路公司分拆而成。比铁基建负责比利时铁路网的管理、维护和建设。